# شارح (ذمار)
شارح هي إحدى قرى الجمهورية اليمنية. تتبع جغرافيا لمحافظة ذمار وإداريًا لمديرية ضوران أنس. يبلغ تعداد سكانها 1767 نسمة حسب الإحصاء الذي أجري عام 2004.